# Here and There
Here and There är det andra livealbumet av Elton John, utgivet den 30 april 1976.  Den första sidan (Here) är inspelad vid en konsert på Royal Festival Hall i London och den andra (There) vid en konsert på Madison Square Garden i New York där John Lennon gästspelar på tre låtar. Konserten skulle visa sig bli Lennons sista officiella konsert.

## Låtlista
Alla låtar är skrivna av Elton John och Bernie Taupin om inget annat anges.

### Sida 1 (Here)
1. "Skyline Piegon" - 4:34
2. "Border Song" - 3:18
3. "Honky Cat" - 7:15
4. "Love Song" (med Lesley Duncan) (Duncan) - 5:25
5. "Crocodile Rock" - 4:15

### Sida 2 (There)
1. "Funeral for a Friend/Love Lies Bleeding" - 11:11
2. "Rocket Man (I Think It's Going to Be a Long, Long Time)" - 5:13
3. "Bennie and the Jets" - 6:09
4. "Take Me to the Pilot" - 5:48

## Återutgivning av Polydor och Mercury 1989

### Skiva 1 (Here)
1. "Skyline Piegon" - 5:41
2. "Border Song" - 3:27
3. "Take Me to the Pilot" - 4:33
4. "Country Comfort" - 6:44
5. "Love Song" (med Lesley Duncan) (Duncan) - 5:03
6. "Bad Side of the Moon" - 7:54
7. "Burn Down the Mission" - 8:24
8. "Honky Cat" - 7:04
9. "Crocodile Rock" - 4:08
10. "Candle in the Wind" - 3:57
11. "Your Song" - 4:07
12. "Saturday Night's Alright for Fighting" - 7:09

### Sida 2 (There)
1. "Funeral for a Friend/Love Lies Bleeding" - 11:53
2. "Rocket Man (I Think It's Going to Be a Long, Long Time) - 5:03
3. "Take Me to the Pilot" - 6:00
4. "Bennie and the Jets" - 5:59
5. "Grey Seal" - 5:27
6. "Daniel" - 4:06
7. "You're So Static" - 4:32
8. "Whatever Gets You Thru the Night" (med John Lennon) (Lennon) - 4:40
9. "Lucy in the Sky with Diamonds" (med John Lennon) (Lennon-McCartney) - 6:15
10. "I Saw Her Standing There" (med John Lennon) (Lennon-McCartney) - 3:17
11. "Don't Let the Sun Go Down on Me" - 5:57
12. "Your Song" - 3:58
13. "The Bitch Is Back" - 4:23